# Umbita (ort)
Umbita är en ort i Colombia.   Den ligger i departementet Cundinamarca, i den centrala delen av landet, 100 km nordost om huvudstaden Bogotá. Umbita ligger 2 467 meter över havet och antalet invånare är 1 295.
Terrängen runt Umbita är kuperad åt nordväst, men åt sydost är den bergig. Terrängen runt Umbita sluttar österut. Runt Umbita är det ganska tätbefolkat, med 80 invånare per kvadratkilometer. Närmaste större samhälle är Villapinzón, 15,3 km väster om Umbita. Trakten runt Umbita består i huvudsak av gräsmarker.